# Das neugeborne Kindelein, BWV 122
Das neugeborne Kindelein, BWV 122 (L'infantó tot just nat), és una cantata religiosa de Johann Sebastian Bach per al diumenge després de Nadal, estrenada a Leipzig, el 31 de desembre de 1724.

## Origen i context
Basada en un coral de la tradició luterana forma part del cicle de cantates corals de 1724, segon any d'estada de Bach a Leipzig. L'autor, desconegut, es basa en l'himne de Cyriakus Schneegas (1579) amb melodia de Melchior Vulpius (1609), del qual es conserven literalment les estrofes 1, 3 i 4 per al primer, quart i sisè número, respectivament, mentre que la segona estrofa s'allarga de manera significativa i es reparteix entre en segon i el tercer números; el cinquè número és de composició lliure. El coral té molt poca relació amb les lectures del dia, benedicció de Simeó a Maria i Josep de l'evangeli segons Lluc (2, 33-40), i se centra més en la festivitat de Nadal i d'Any nou, que en antigament se celebraven al mateix temps. Per a aquest diumenge, es conserven, a més, la cantata BWV 28 i la BWV 152.

## Anàlisi
Obra escrita per a soprano, contralt, tenor, baix i cor; tres flautes de bec, dos oboès, oboe da caccia, corda i baix continu. Consta de sis números.
1. Cor: Das neugeborne Kindelein (L'Infantó nounat)
2. Ària (baix): O Menschen, die ihr täglich sündigt (Oh homes, que cada dia pequeu)
3. Recitatiu (soprano): Die Engel, welche sich zuvor (Els àngels, que abans)
4. Ària (soprano i tenor) i coral (contralt): Ist Gott versöhnt und unser Freund (Déu està congraciat i és el nostre amic)
5. Recitatiu (baix): Dies ist ein Tag, den selbst der Herr gemacht (Aquest és el dia que ha fet el Senyor)
6. Coral: Es bringt das rechte Jubeljahr (Un ver any de jubileu ha arribat)

El cor d'obertura té un aire pastoral remarcat pels oboès, a destacar, també, els efectes d'eco de la introducció orquestral, abans de l'aparició de la melodia a càrrec del soprano sense cap reforç instrumental. Els dos números següents ofereixen un fort contrast dels registres, l'ària de baix, possiblement la vox Christi, és dramàtica recolzada només pel baix continu, fet que no impedeix unes vocalitzacions sobre freude (alegria), i en el posterior recitatiu de soprano, acompanyat per les tres flautes, s'arriba a la part més alta de la tessitura, quan es parla dels àngels. El quart número és un trio, entre el soprano i el tenor, que canten un madrigal, s'insereix el contralt encarregat del tema del coral; les tres veus plegades entonen l'últim vers Gott is mit uns, und will uns schützen (Déu és en nosaltres i ens protegirà). El recitatiu de baix amb la corda, número 5, porta al coral final, que en compàs ternari, propi de la joia, canta a cappella, per quarta vegada, la melodia protagonista de la cantata, que té una durada aproximada d'uns vint minuts.

## Discografia seleccionada
- J.S. Bach: Das Kantatenwerk. Sacred Cantatas Vol. 7. Nikolaus Harnoncourt, Tölzer Knabenchor (Gerard Schmidt-Gaden, director), Concentus Musicus Wien, Markus Huber, Thomas Schilling (solistes del cor), Kurt Equiluz, Philippe Huttenlocher. (Teldec), 1994.
- J.S. Bach: The complete live recordings from the Bach Cantata Pilgrimage. CD 56: St Bartholomew’s, Nova York; 31 de desembre de 2000. John Eliot Gardiner, Monteverdi Choir, English Baroque Soloists, Katharine Fuge, Daniel Taylor, James Gilchrist, Peter Harvey. (Soli Deo Gloria), 2013.
- J.S. Bach: Complete Cantatas Vol. 13. Ton Koopman, Amsterdam Baroque Orchestra & Choir, Deborah York, Franziska Gottwald, Paul Agnew, Klaus Mertens. (Challenge Classics), 2005.
- J.S. Bach: Cantatas Vol. 26. Masaaki Suzuki, Bach Collegium Japan, Yukari Nonoshita, Timothy Kenworth-Brown, Makoto Skurada, Peter Kooij. (BIS), 2005.
- J.S. Bach: Church Cantatas Vol. 38. Helmuth Rilling, Gächinger Kantorei, Bach-Collegium Stuttgart, Helen Donath, Helen Watts, Adalbert Kraus, Niklaus Tüller. (Hänssler), 1999.
- J.S. Bach: Cantatas for the Liturgical Year Vol. 14. Sigiswald Kuijken, La Petite Bande, Gerlinde Samann, Petra Noskaiova, Christoph Genz, Jan Van Crabben. (Accent), 2011.
- J.S. Bach: Advent & Christmas Cantatas. Philippe Herreweghe, Collegium Vocale Gent, Vasilijka Jezovsek, Sarah Connolly, Mark Padmore, Peter Kooij. (Harmonia Mundi), 2010.